# W63 (核彈頭)
W63是勞倫斯利佛摩國家實驗室進入它和洛斯阿拉莫斯國家實驗室之間，就設計供美國陸軍MGM-52長矛地對地戰術導彈用彈頭進行的簡短競爭的核彈頭。
在1964年7月，勞倫斯利佛摩國家實驗室和洛斯阿拉莫斯國家實驗室都開始供MGM-52導彈使用的彈頭的研發競爭。洛斯阿拉莫斯國家實驗室的設計，W64，於1964年9月被取消，取而代之的是勞倫斯利佛摩國家實驗室的W63。1966年11月，W63被取消，取而代之的是W70。

## 外部連結
- U.S. Nuclear Warheads, 1945-2009 （页面存档备份，存于）